# مصطفى الخاني
مصطفى الخاني (1 يناير 1979  -)، ممثل سوري، خريج المعهد العالي للفنون المسرحية 2001. شارك في مسلسل الشهير «باب الحارة» بدور النمس والواوي، ويُعد من أشهر أعماله؛ وأول أعماله كانت شخصية جحدر في مسلسل الزير سالم

## عن حياته
من مواليد مدينة حماة 1-1-1979 درس الابتدائية في مدينة حماة في مدرسة سعيد العاص، والاعدادية والثانوية في مدينة حماة في مدرسة أبي الفداء، ثم انتقل إلى دمشق بعد حصوله على شهادة البكالوريا عام 1996
و التحق بالمعهد العالي للفنون المسرحية في دمشق، قسم التمثيل، وتخرج منه عام 2001 وكان من الأوائل على دفعته،
تابع دراسته في فرنسا وفي الجامعة اللبنانية الاميركية في بيروت من خلال العديد من ورشات العمل، واتبع دورة مكثفة في مسرح الشمس في باريس مع المخرجة العالمية اريان منوشكين، أعوام 2004-2005-2006 وقدم معها العديد من العروض المسرحية في عدد من الدول،
شارك في التدريس في المعهد العالي للفنون المسرحية في دمشق منذ عام 2006 , وقام بالتدريس أيضا في الجامعة اللبنانية الاميركية في بيروت وقدم عددا من المحاضرات وورشات العمل في العديد من المهرجانات والجامعات،
عضو مؤسس في جمعية عين الفنون، وهي جمعية تعنى بالشؤون الثقافية والفنية والأدبية، تأسست عام 2016
إحدى أشهر هواياته تربية الخيول العربية الأصيلة، فهو من عائلة عريقة في هذا المجال منذ مئات السنين ولديها سلالة نادرة من الخيول، ويمتلك أحد أشهر اسطبلات الخيل (اسطبلات الخاني) وقد فاز بالعديد من سباقات الخيل في ميادين سباقات السرعة، وسباقات جمال الخيول العربية الأصيلة
جوائز و تكريمات
شارك كممثل في العديد من الاعمال المسرحية والسينمائية والتلفزيونية , وحصل على العديد من الجوائز والتكريمات منها  :
2009 حصل على لقب النجم الاكثر جماهيرية في العالم العربي حسب استطلاع قناة ام بي سي
2009 أفضل ممثل في الشرق الأوسط عن دور النمس في باب الحارة
2009 تم تكريمه في هوليود من قبل ( شريف ) لوس انجلوس ( لوري دي ياكا ) في حفل ضخم قدم له فيه شهادة تقدير و أهداه نجمة الشريف
The Los Angeles County Sheriffs Department ( Leroy D.Baca . sheriff
2009 تم تكريمه في ولاية ميتشيغين الاميركية من قبل
ADC ( Amirecan-arab-anti-discrimination committee)
2009 تم تكريمه في كاليفورنيا من قبل
J.A.H.A of southern California
2009 تكريم
U.C.M / U S Cham Media / union of Arab American Jounalists and Midia
2009 تم تكريمه في نيويورك من قبل
Syrian American Medical Society ( National Arab American Association 1975 )
2010 أفضل ممثل في الوطن العربي عن دوره في مسلسل ما ملكت أيمانكم
2010 تم تكريمه من قبل الامين العام للامم المتحدة بان كي مون في نيويورك وذلك لنشاطاته المتميزة على الصعيدين الانساني والفني , وأعلنوا سوية من نيويورك اطلاق جمعية
2011 تم تكريمه من قبل الرئيس الفلسطيني محمود عباس , حيث أهداه درع الرئاسة
2012 تم تكريمه في الأردن من قبل الصندوق العالمي للشرق الأوسط وشمال افريقيا لمكافحة الايدز والسل والملاريا
2013 تم اختياره الشخصية المسرحية العربية التي تم تكريمها في مهرجان المسرح في الجزائر مهرجان فرسان الركح في يوم المسرح العالمي
2013 أفضل ممثل عربي يتقن أدوار الشر حسب استفتاء ام بي سي
2015 أفضل ممثل كوميدي في الوطن العربي حسب استفتاء مجلة سيدتي و موقع سيدتي نيت
2015 في لبنان حصل على درع الجيش اللبناني في حفل رسمي وجماهيري ضخم
2016 تم تكريمه في العاصمة السويدية استوكهولم في ملعب ( فريندز آرينا ) بحضور خمسين الف متفرج في حفل خيري ضخم حضره نجوم من كل أنحاء العالم
2016 تم تكريمه في جامعة الكوفة في العراق من قبل وزير التعليم العالي العراقي
2017 تم تكريمه في هولندا من قبل اللجنة الوطنية للمغتربين
2017 تم تكريمه من الرئيس اللبناني
2017 تم تكريمه في السويد من قبل هيىة الدفاع عن سوريا
2018 تم تكريمه في الامارات العربية المتحدة وسلمه الشيخ خالد بن خليفة آل نهيان درعا تكريميا وشهادة تقدير
2018 تم تكريمه في مهرجان المسرح في سلطنة عمان
2019 حصل في بيروت على جائزة
M.C INTERNATIONAL AWARD
2019 حصل على الدرع الذهبي من شركة يوتيوب العالمية بمناسبة وصول قناته للمليون مشترك خلال عامين
2020 تجاوزت قناته على اليوتيوب المليار مشاهدة بعد ثلاث سنوات على افتتاح القناة
2023 تم تكريمه في مهرجان بغداد الدولي للمسرح
ويعد من الفنانيين النشيطين جدا على الصعيد الخيري والإنساني، حيث أقام حفلان خيريان في نيويورك عامي 2009 - 2010 كان ريعهما لجمعية الشلل الدماغي في سوريا، وكان الحفلان بحضور العديد من سفراء ومندوبي الامم المتحدة في نيويورك والحفل الثاني كان بحضور العديد من السفراء ومن مندوبي الامم المتحدة وبحضور أمين عام الامم المتحدة بان كي مون،
ويشارك بشكل دوري ومستمر في سوريا وخارج سوريا بالمساهمة في التوعية ولتقديم الدعم المادي والمعنوي والاعلامي لكل من (أطفال السكري، مرضى الشلل الدماغي، أطفال السرطان، قرى الأطفال الايتام SOS  العجزة والمسنين، مرضى التوحد، الأطفال الذين لديهم مشاكل في السمع، سجون الأحداث من الأطفال، محو الأمية، والجمعيات التي تعنى بثقافة الطفل،
وشارك في حملة حقي أتعلم والتي تعنى بتعليم الأطفال، وإعادة من اضطرتهم الحرب إلى مغادرة مقاعد الدراسة لمواصلة تعليمهم
وضمن الأعمال الخيرية الكبيرة التي يقوم بها ، وبعد الزلزال الكبير الذي أصاب سوريا عام ٢٠٢٣ قام مصطفى الخاني بتأمين سكن ودفع آجار منازل لمدة عام ، وذلك لجميع السكان الذين انهدمت منازلهم في مدينته حماه التي تقع في وسط سوريا
و أطلق حملته (حملة يدا بيد لوطن خال من السل) والتي انطلق بها من سوريا إلى عدد من الدول، وعمل مع الأمم المتحدة عدة سنوات حول ملف مرض السل، وقد أنجز مع الامم المتحدة خمسة أفلام توعوية قصيرة عن مرض السل وقد كانوا من إخراج رشا شربتجي، وعرضهم في جنيف في اجتماع سفراء الامم المتحدة لمرض السل

## أعماله
في السينما
1998 فوق الرمل تحت الشمس " اخراج محمد ملص " ( وفيه كان أول وقوف أمام الكاميرا ل مصطفى الخاني )
2005 باب المقام " اخراج محمد ملص " ( ممثل و مساعد مخرج )
" 2007 المهد " اخراج محمد ملص

### مسرحيات
" 1997 شتاء البحر اليابس " اشراف فؤاد حسن
" 1997 سهرة مع أبو خليل القباني " اشراف فؤاد حسن
" 1997 أنتيجون " اشراف فؤاد حسن
1998 كلهم أبنائي اشراف نائلة الأطرش
" 1999 حلم ليلة صيف " اشراف فؤاد حسن
" 1999 المفتاح " اشراف فؤاد حسن
" 2000 عيد الميلاد في بيت كوبيللو " اشراف غسان الجباعي
2000 مسرحية " لقاء 1 لقاء 2 " اشراف نائلة الأطرش و ماري الياس
" 2001 كلاسيك " اشراف جهاد سعد
" 2002 العميان " اخراج حسن عويتي
" 2003 العميان برؤية جديدة " اخراج حسن عويتي
" 2004 رحلة الجزيرة المجهولة " اخراج حنان قصاب حسن
" 2005 طريق الحرير " اخراج كاترين باسكوفيتش
" 2006 جلجامش " اخراج كاترين شوب
" 2007 جلجامش " برؤية جديدة اخراج كاترين شوب
" 2008 إيقاعات رملية " اخراج سليمان صيموعة
2009 شحصية الدون كيشوت في العرض المسرحي " الدون كيشوت " اخراج مانويل جيجي
في الغناء
قام بغناء بعض الأغاني في أعمال شارك فيها كممثل , أو أغاني أخرى تمحورت حول المواضيع الوطنية أو الانسانية , مثل :
" 2010 لعيونك يا شام " كلمات وألحان مصطفى الخاني
" 2011 شيفون كلمات و ألحان كريم معلا
" 2012 قسم الوطن " كلمات محمود عبد الكريم , ألحان سعد الحسيني
"2013 رضاكي يامو " غناء دريد لحام , عاصي الحلاني و مصطفى الخاني  كلمات مصطفى الخاني , الحان طاهر ماملي
2014 حمام شامي " كلمات مصطفى الخاني , الحان من التراث , توزيع سعد الحسيني "
2015 هنا لنا " غناء دريد لحام و مصطفى الخاني والطفل مارك معراوي " كلمات دريد لحام , الحان طاهر ماملي .
اعماله في لجان التحكيم
2009 عضو لجنة تحكيم مهرجان طرطوس المسرحي
2017 عضو لجنة تحكيم ملكة جمال العراق
2017 عضو لجنة تحكيم مهرجان بعلبك السينمائي الدولي
اعماله في التقديم
قام بتقديم عددا من الحفلات في العديد من المهرجانات والمؤتمرات الدولية, نذكر منها:
حفل الاولمبياد الخاص للمعوقين ذهنياً عام 2010.
حفل حماة الكبير 2021 أمام أكثر من مائة الف متفرج.

### في التلفزيون
| سنة الإنتاج | المسلسل            | بمشاركة                                                                                           |
| ----------- | ------------------ | ------------------------------------------------------------------------------------------------- |
| 1999        | الفوارس            | أسعد فضة، سلوم حداد، رشيد عساف، زهير عبد الكريم، مي سكاف                                          |
| 2000        | الزير سالم         | سلوم حداد، سمر سامي، فرح بسيسو، عابد فهد، جهاد سعد، زهير عبد الكريم، نجاح العبد الله، سامر المصري |
| 2001        | صلاح الدين الأيوبي | جمال سليمان، سوزان نجم الدين، باسم ياخور، نجاح سفكوني، وائل رمضان، محمد مفتاح، تيم حسن            |
| 2001        | أبيض أبيض          |                                                                                                   |
| 2002        | بيازد              |                                                                                                   |
| 2002        | هولاكو             | أيمن زيدان، جيانا عيد، نورمان أسعد                                                                |
| 2002        | أبيض رمادي أسود    | عبد الرحمن آل رشي، سمر سامي، جهاد سعد، أمل عرفة، ليلى جبر                                         |
| 2003        | عرسان آخر زمان     |                                                                                                   |
| 2003        | بنات اكريكوز       | خالد تاجا، مها المصري، كاريس بشار، ديما بياعة، ندين تحسين بيك                                     |
| 2003        | ربيع قرطبة         | تيم حسن، محمد مفتاح، مي سكاف، نسرين طافش، جمال سليمان، جلال شموط، باسل خياط                       |
| 2005        | الظاهر بيبرس       | عابد فهد، سوزان نجم الدين، باسل خياط                                                              |
| 2005        | قرن الماعز         | طلحت حمدي، سمر سامي، نادين خوري، نسرين طافش                                                       |
| 2006        | سقف العالم         | منى واصف، نادين خوري، نجاح سفكوني، سلاف فواخرجي، قيس شيخ نجيب                                     |
| 2008        | يوم ممطر آخر       |                                                                                                   |
| 2009        | باب الحارة 4       | منى واصف، صباح الجزائري، ميلاد يوسف، وائل شرف، وفيق الزعيم، وفاء موصللي                           |
| 2010        | آخر خبر            | ماغي بو غصن، وسام صباغ                                                                            |
| 2010        | باب الحارة 5       | منى واصف، صباح الجزائري، ميلاد يوسف، وائل شرف، وفيق الزعيم، وفاء موصللي                           |
| 2010        | الدبور             |                                                                                                   |
| 2011        | شيفون              |                                                                                                   |
| 2011        | آخر خبر            |                                                                                                   |
| 2013        | حدث في دمشق        |                                                                                                   |
| 2013        | حائرات             |                                                                                                   |
| 2014        | حمام شامي          |                                                                                                   |
| 2014        | بواب الريح         |                                                                                                   |
| 2014        | باب الحارة 6       | عباس النوري، أيمن زيدان، صباح الجزائري، ميلاد يوسف، وائل شرف، وفاء موصللي                         |
| 2015        | حرائر              |                                                                                                   |
| 2015        | باب الحارة 7       | عباس النوري، أيمن زيدان، صباح الجزائري، ميلاد يوسف، وائل شرف، وفاء موصللي، كندة حنا               |
| 2015        | العراب             |                                                                                                   |
| 2016        | باب الحارة 8       | عباس النوري، صباح الجزائري، ميلاد يوسف، أسعد فضة، عبد الهادي الصباغ، كندة حنا، شكران مرتجى        |
| 2017        | باب الحارة 9       | عباس النوري، صباح الجزائري، ميلاد يوسف، أسعد فضة، عبد الهادي الصباغ، كندة حنا، شكران مرتجى        |
| 2019        | مقامات العشق       |                                                                                                   |

## وصلات خارجية
- جريدة السفير - يعترف بفضل «باب الحارة» عليه ويرفض الهجوم على «ما ملكت أيمانكم» - مقال زينة برجاوي - صدر في 31 /8 /2010